# Tim Seifert (Cricketspieler)
Tim Louis Seifert (* 14. Dezember 1994 in Whanganui, Neuseeland) ist ein neuseeländischer Cricketspieler der seit 2018 für die neuseeländische Nationalmannschaft spielte.

## Kindheit und Ausbildung
In seiner Jugend spielte Seifert neben Cricket auch Hockey.

## Aktive Karriere
Nachdem er gute Leistungen in der Burger King Super Smash 2017/18 für die Northern Districts ablieferte, wurde er im Februar 2018 als Wicket-Keeper für ein Drei-Nationen-Turnier im Twenty20-Format nominiert. Seinen ersten und bisher einzigen Einsatz für das ODI-Team hatte er ein Jahr später auf der Tour gegen Sri Lanka, als er alle drei Spiele der Serie absolvierte. Sein erstes Fifty gelang ihm auf der Tour gegen Indien, als er im ersten Twenty20 84 Runs erreichte. In der Folge konnte er sich im Team etablieren und erreichte ein Jahr später gegen Indien zwei Fifties (50 und 57 Runs). Gegen Pakistan im Dezember 2020 konnte er abermals zwei Half-Centuries erreichen, als ihm 57 und 84* Runs gelangen und wurde dafür als Spieler der Serie ausgezeichnet. In der Indian Premier League 2021 spielte er für die Kolkata Knight Riders und wurde positiv auf SARS-CoV-2 getestet und musste so auch nach der Unterbrechung des Turniers zunächst als einziger Übersee-Spieler in Indien verbleiben. Beim ICC Men’s T20 World Cup 2021 spielte er zunächst nur ein Spiel und hatte dann das Nachsehen gegenüber Devon Conway. Nachdem dieser sich im Halbfinale verletzt hatte, spielte Seifert im Finale des Turniers.
Bei der Indian Premier League 2022 spielte er für die Delhi Capitals und wurde während des Turniers abermals positiv auf SARS-CoV-2 getestet. Auch wurde er von Sussex und den Dambulla Giants verpflichtet. Mit den Northern Districts konnte er dann den Super Smash 2022/23 gewinnen. Im April 2023 kam er wieder zurück in die Nationalmannschaft, als er in der Twenty20-Serie gegen Sri Lanka zwei Fifties (79* und 88 Runs) erreichte und als Spieler der Serie ausgezeichnet wurde. In den Vereinigten Arabischen Emiraten gelang ihm im August dann noch einmal ein weiteres Half-Century (55 Runs).